# Константа взаимодействия
Константа взаимодействия или константа связи — параметр в квантовой теории поля, определяющий силу (интенсивность) взаимодействия частиц или полей. Константа взаимодействия связана с вершинами на диаграмме Фейнмана.

## Константа калибровочного взаимодействия
В калибровочной теории параметр связи {\displaystyle g} вводится как коэффициент у одного из членов плотности лагранжиана:
{\displaystyle {\frac {1}{4g^{2}}}\,G_{\mu \nu }G^{\mu \nu }},
где {\displaystyle G_{\mu \nu }} — тензор калибровочного поля.
Безразмерная константа связи определяется как:
{\displaystyle \alpha ={\frac {g^{2}}{4\pi \hbar c}}}.

## Электромагнитное взаимодействие
Электромагнитная константа взаимодействия {\displaystyle \alpha } определяет значение вершины процесса испускания виртуального фотона:
{\displaystyle e^{-}\rightarrow e^{-}+\gamma }.
Эта величина известна как постоянная тонкой структуры:
{\displaystyle \alpha ={\frac {e^{2}}{4\pi \varepsilon _{0}\hbar c}}=7{,}2973525664(17)\cdot 10^{-3}\approx {\frac {1}{137}}}.

## Сильное взаимодействие
Константа взаимодействия в квантовой хромодинамике {\displaystyle \alpha _{s}} определяет значение вершины процесса испускания кварком виртуального глюона:
{\displaystyle q\rightarrow q+g}.
Эта величина сильно зависит от энергии взаимодействующих частиц:
- {\displaystyle \alpha _{s}\approx 1} — на больших расстояниях;
- {\displaystyle \alpha _{s}<1} — на малых расстояниях.

На ядерном уровне основным процессом является испускание нуклоном виртуального пиона
{\displaystyle N\rightarrow N+\pi }.
На этом уровне константа взаимодействия значительно больше:
{\displaystyle {\frac {g_{\pi N}^{2}}{4\pi \hbar c}}=14{,}6},
где {\displaystyle g_{\pi N}} — константа псевдоскалярного пион-нуклонного взаимодействия.

## Слабое взаимодействие
Константа слабого взаимодействия {\displaystyle G_{F}} (постоянная Ферми) определяет значение вершины процесса распада мюона:
{\displaystyle \mu ^{-}\rightarrow \nu _{\mu }+W^{-}\rightarrow \nu _{\mu }+e^{-}+{\tilde {\nu }}_{e}}.
Для единообразия с другими константами связи приведём постоянную Ферми к безразмерному виду:
{\displaystyle \alpha _{W}={\frac {G_{F}^{2}}{\hbar c}}({\frac {\hbar }{m_{p}c}})^{-4}\approx 1{,}04\cdot 10^{-10}}

## Гравитационное взаимодействие
Интенсивность гравитационного взаимодействия определяется гравитационной постоянной Ньютона {\displaystyle G}. Для единообразия с другими константами связи приведём её к безразмерному виду:
{\displaystyle G{\frac {m_{p}^{2}}{\hbar c}}=5{,}3\cdot 10^{-37}}

## Бегущая константа связи
При увеличении импульсов (волновых чисел {\displaystyle k}) взаимодействующих частиц значение константы связи меняются. Это изменение характеризуется бета-функцией {\displaystyle \beta (g)}:
{\displaystyle \beta (g)=\epsilon \,{\frac {\partial g}{\partial \epsilon }}={\frac {\partial g}{\partial \ln \epsilon }},}
где {\displaystyle \epsilon } — энергетический масштаб процесса.
Согласно современным представлениям все константы связи в планковском пределе сходятся к общему пределу (Великое объединение), в Стандартной модели константы пересекаются попарно при следующих энергиях:
- {\displaystyle \alpha _{e}=\alpha _{w}} при 0,1 ТэВ;
- {\displaystyle \alpha _{e}=\alpha _{w}=\alpha _{s}} при 1013 ТэВ;
- {\displaystyle \alpha _{e}=\alpha _{w}=\alpha _{s}=\alpha _{g}} при 1016 ТэВ.

В теориях, вовлекающих суперсимметрию, пересечение происходит в одной точке сразу для нескольких констант, что делает идеи суперсимметрии особо привлекательными.